# Coturas (Òlt i Garona)
Coturas de Garòna (en francès Couthures-sur-Garonne) és un municipi francès situat al departament d'Òlt i Garona i a la regió de la Nova Aquitània.

## Demografia
| 1962                                       | 1968 | 1975 | 1982 | 1990 | 1999 | 2007 |
| ------------------------------------------ | ---- | ---- | ---- | ---- | ---- | ---- |
| 508                                        | 536  | 504  | 437  | 427  | 399  | 412  |
| Des de 1962: població sense dobles comptes |      |      |      |      |      |      |

## Administració
| Període   | Identitat          | Partit |
| --------- | ------------------ | ------ |
| 1995-2008 | Pierre Constans    |        |
| 2008-     | Jean-Claude Moreau |        |